# Vanisher
The Vanisher —Desvanecedor en España— (Telford Porter) es un personaje ficticio y un supervillano mutante que aparece en los cómics estadounidenses publicados por Marvel Comics. La habilidad principal del Vanisher es la teletransportación. Generalmente se lo representa como un oponente de los X-Men. El personaje fue creado por Stan Lee y Jack Kirby, y apareció por primera vez en The X-Men # 2 (noviembre de 1963).
El personaje fue interpretado por Brad Pitt en Deadpool 2.

## Historial de publicaciones
The Vanisher apareció por primera vez en The X-Men # 2 (noviembre de 1963), creado por el escritor Stan Lee y el artista Jack Kirby.

## Biografía de personaje
Gran parte de la vida de Vanisher sigue siendo un misterio, aparte de su carrera como criminal profesional y subversivo, aunque aparentemente nació en Milton, Massachusetts. Él es un mutante con la capacidad de teletransportarse a cualquier lugar que se le ocurra. En su primera aparición, comete una serie de crímenes espectaculares, construye una gran organización criminal, roba los planes de defensa continental del gobierno de los Estados Unidos y luego intenta extorsionar por millones de dólares al gobierno. Al amenazar públicamente con vender los planes a los comunistas, a menos que reciba 10 millones de dólares. Vanisher, con un gran grupo de seguidores no mutantes, se dirige al jardín delantero de la Casa Blanca para esperar su pago. El Profesor Xavier y los X-Men pueden intervenir, cuando Xavier induce amnesia sobre Vanisher. Olvidando que tiene poderes mutantes, es llevado a la custodia policial y el resto de los X-Men vence a los seguidores rebeldes.
Vanisher finalmente recupera su memoria y se une Factor Tres, una organización subversiva de mutantes que buscan la dominación mundial. Los X-Men se oponen al Factor Tres cuando intentan comenzar la Tercera Guerra Mundial entre los Estados Unidos y la Unión Soviética. Vanisher se encuentra de nuevo con los X-Men, pero esta vez como aliados, cuando el Maestro Mutante, líder del Factor Tres, se revela como un extraterrestre de la raza Siris. El Maestro Mutante tiene un plan para conquistar la Tierra. El resto del Factor Tres, incluido el Vanisher, forma equipo con los X-Men para derrotarlo. Vanisher fue luego prisionero de los Centinelas, y fue liberado gracias a la intervención de los X-Men.
Vanisher desaparece por un tiempo, pero finalmente sale de su escondite para luchar contra los Campeones. Para hacerlo, se convierte en miembro de la Hermandad de Mutantes y usa Centinelas reprogramados. Él es derrotado por los campeones y está atrapado en teletransportación media por Darkstar. Darkforce arroja la mitad de él en otra dimensión, el otro se materializa en una ciudad llamada Poughkeepsie, donde los X-Men lo encuentran. Cuando Nightcrawler lo toca, terminan varados en otra dimensión, y después de regresar a la Tierra, Vanisher regresa a la Tierra para liderar a un grupo de jóvenes ladrones mutantes conocidos como los Ángeles Caídos. Eventualmente se disuelven, y Vanisher se deja a sus propios recursos. También se une a un grupo de villanos para desafiar a los Cuatro Fantásticos, pero es derrotado.
Vanisher se mantiene a sí mismo durante un largo período de tiempo, hasta que es controlado mentalmente por Asylum para atacar a los Nuevos Guerreros y otros superhéroes. Darkling, un superhombre que también usa energías de la Dimensión de la Fuerza Oscura, es derrotado y Vanisher recupera su libre albedrío. Más tarde, Vanisher se une a una segunda encarnación de Enforcers, llamada New Enforcers. Los New Enforcers eran un consorcio que operaba en la oscuridad. Junto con Eel y una mujer llamada Blitz, Vanisher es parte del Círculo Exterior de los Ejecutores, y se ve involucrado en un enfrentamiento entre las organizaciones criminales A.I.M. e HYDRA. Los nuevos Enforcers son confrontados y finalmente derrotados por Spider-Man.

### Equipos-X
En algún momento, Vanisher busca comprender sus poderes con mayor detalle. Visita la dimensión Darkforce pero es capturado por sus habitantes. Lo obligan a leer historias. Él es rescatado por Warpath de Fuerza-X, que había sido manipulado para realizar la misión.
Vanisher reaparece como líder de un cartel de drogas sudamericano que producía y distribuía drogas como la hormona de crecimiento mutante en todo el continente americano. Stacy X, Iceman y Archangel fueron fundamentales para detener sus operaciones en América del Norte.

### Fuerza-X
Vanisher es uno de los pocos mutantes que conservaron sus poderes sobrehumanos después del Día-M. Resurge en Japón, contratado para robar un frasco del Virus Legado destruido desde hace mucho tiempo en uno de los laboratorios del Sr. Siniestro. Cíclope ha ordenado a Fuerza-X que lo recupere a toda costa. En una confrontación con Fuerza-X, Elixir lo hiere y le da un tumor cerebral terminal, para asegurar su cooperación en la recuperación del virus. Vanisher transporta el equipo a una de las bases, solo para ser atacado por clones de los Merodeadores y soldados de La Derecha, bajo el mando del resucitado Cameron Hodge. Durante la batalla, se teletransporta lejos. Más tarde se lo ve atado y amordazado y aparentemente es reclutado por la fuerza en las filas de la Fuerza-X, para usarlo como transporte y extracción.
Cuando la Sapien League comienza a secuestrar mutantes e infectarlos con una versión modificada del virus Legecy, Vanisher se asocia con Warpath. Mientras estaba en un mitin antimutante, trata de que Warpath se vaya con él, ofreciéndole llevarlo a un burdel en Portugal, solo para que le digan que esté listo en caso de que algo malo ocurra. La Fuerza-X teletransporta a la Reina Leprosa y logra desarmarla antes de ser enviada al futuro por Cíclope.

### Guerra del Mesías
Al llegar al futuro, Vanisher intenta teletransportarse, pero falla, porque algo está bloqueando sus poderes. Luego Deadpool le dispara en el cuello. Después de ser curado por Elixir, Wolverine lo hace permanecer en frente del grupo en caso de que haya más francotiradores. Cuando fue emboscado por las fuerzas de Stryfe, Wolverine ordena a Vanisher que proteja a Elixir y Hope Summers. Después de derrotar a las fuerzas de Stryfe, se separaron de Vanisher yendo con Dominó, X-23 y Deadpool para descubrir qué ha estado bloqueando sus poderes y sus dispositivos de viaje en el tiempo. Durante este tiempo, comienza a mostrar signos de una enfermedad grave. Junto con Laura encuentran el problema, era Kiden Nixon. Vanisher intenta convencer a Dominó para que cometa un asesinato compasivo, pero a Laura le cuesta mucho lidiar con la situación de Kiden. Cuando se agotan los temporizadores, Dominó mata a Kiden y al descubrir que todavía están en el futuro, se preguntan por qué no volvieron automáticamente al presente. Cuando Vanisher saca su temporizador, aparece instantáneamente en el presente en las ruinas del Instituto Xaiver.

### Necrosha
De vuelta en el presente, la condición de Vanisher empeora. Necesitando ayuda, se teletransporta a Utopía justo en el medio de la batalla entre las fuerzas de Selene y los X-Men. Él es rescatado por Cíclope de un ataque del Tarot y se le ordena llevar a Emma Frost a un lugar seguro. Antes de que Vanisher pueda reaccionar, son atacados por Banshee. Luego se teletransporta al laboratorio médico en busca de Elixir. Al encontrar a Elixir en estado de coma, Vanisher lo cuida hasta que Josh se despierta. Él pide que se extirpe el tumor solo para que se le indique como teletransporte a Genosha hacia Fuerza-X. En Genosha, Elixir revela que eliminó el tumor en el futuro y que Vanisher en realidad está sufriendo de la etapa 4 Sífilis. Elixir le dice que se vaya porque eso es en lo que él es bueno y Vanisher se teletransporta. Vanisher se teletransporta a la fortaleza de Selene para rescatar a Warpath y se enfrenta con Blink, quien teletransporta su brazo antes de que se teletransporte. Rescatando a los otros miembros de Fuerza-X y poniéndolos a salvo, le dice a Elixir que Warpath siempre fue amable con él y exige ser sanado.
Durante la confrontación final con Selene y su Inner Circle, él trabaja junto a Archangel y Dominó en sacar Blink. Una vez que la misión termina, Vanisher y Dominó van a Brasil para descansar y relajarse.

### Segunda Venida
Después de Cable y Hope Summers regresan al presente, Cíclope ordena a Dominó y Vanisher que hagan una pausa en San Francisco. Al enterarse de que Bastión estaba apuntando a teletransportadores para evitar el reencuentro del llamado "Mesías mutante" con los X-Men, Cíclope le da instrucciones a Dominó para que lleve a Vanisher a Utopía pero lo escucha y se teletransporta a su escondite solo en Portugal para encontrar a sus chicas muertas y Steven Lang con sus hombres lo esperan. Vanisher es disparado varias veces antes de teletransportarse, siendo dado por muerto en el medio de la nada. Después de esto, los X-Men lo consideran perdido en acción.

### Regeneración
Vanisher aparece vivo en Nueva York. Es miembro de un grupo de Merodeadores a los que se les ha lavado el cerebro para atacar a los X-Men.
Vanisher es encontrado más tarde por Juggernaut y se ve obligado a llevarlo a donde se encuentra actualmente la gema de Cyttorak.
Como parte de la marca de 2016 "Marvel NOW!" Vanisher comienza a contrabandear el vibranium robado de Wakanda para venderlo a los delincuentes. Él es derrotado por Kasper Cole y puesto bajo custodia.

## Poderes y habilidades
Vanisher es un mutante que posee la capacidad de teletransportarse a sí mismo, su ropa y una cantidad indeterminada de masa adicional. Aparentemente, Vanisher atraviesa la Dimensión de la Fuerza Oscura cuando se teletransporta de un lugar en la Tierra a otro. Su poder parece ser de naturaleza psiónica. Los límites en el rango de teletransportación de Vanisher y la cantidad máxima de masa que puede teletransportarse consigo mismo son desconocidos, pero puede teletransportarse a sí mismo y a varios otros desde el sur de California hasta Nueva York sin ninguna tensión visible. Vanisher tiene una habilidad extrasensorial subconsciente que le impide materializar parte o todo su cuerpo dentro de un objeto sólido, incluso si nunca antes ha estado en el área a la que se teletransporta. Esto permite que Vanisher se teletransporte con mayor facilidad que Nightcrawler. Sus poderes una vez interactuaron con los de Nightcrawler, enviándolos a ambos en dimensiones alternativas.
Vanisher usó armas de fuego que disparan gas o haces de energía. También reprogramó una vez a los robots Centinelas para cumplir sus órdenes y puede hablar portugués con fluidez.

## Otras versiones

### Era del Apocalipsis
En la oscura realidad conocida como Era de Apocalipsis, Vanisher era parte del gobierno supremacista de Apocalipsis. Se le ordenó recuperar al hijo de Magneto, mientras que Apocalipsis mantuvo ocupado al líder de los X-Men. Vanisher pudo localizar a Charles Lensherr en los túneles Morlock, pero estaba en posesión de la niñera francesa robótica Nanny que mató a Vanisher con fuego de precisión de plasma a corto alcance para proteger al bebé Charles.

### Casa de M
En la realidad de la "Casa de M", Vanisher trabaja con Pyro y bajo la autoridad de Éxodo como parte del gobierno supremacista mutante de Australia. Hulk se les opone y está enojado porque sus amigos nativos han sido hostigados.

### Exilios
Una realidad alternativa Vanisher apareció en Exiliados y demostró la capacidad de teletransportarse desde la Tierra a una estación en el espacio.

### Ultimate Marvel
En el universo de Ultimate Marvel, Vanisher es miembro de la célula terrorista de la Hermandad allanada por el Capitán América y los Ultimates en Ultimate War. Más tarde reaparece como miembro de la Hermandad.

## Historial de publicación
Vanisher apareció por primera vez en The X-Men # 2 (noviembre de 1963), creado por el escritor Stan Lee y el artista Jack Kirby.

## En otros medios

### Televisión
- Vanisher aparece en Wolverine y los X-Men, con la voz de Steven Blum. Es miembro del futuro equipo de X-Men del profesor Xavier. En su primera aparición, ayuda a Berzerker a saltar al Profesor y otros mutantes de un campo de la División de Respuesta de Mutantes. Más tarde, ayuda en la recuperación del núcleo de datos de Master Mold desde una instalación de mantenimiento de Centinelas. En el presente, Vanisher se muestra como un recluso en una celda de Genoshan. Vanisher le habla a Gambito sobre cuánto tiempo iba a estar en las celdas de Genosha.

### Película
- Vanisher aparece en Deadpool 2, interpretado por Brad Pitt en un papel silencioso.[40] Un miembro de Fuerza-X, en lugar de un teletransportador, tiene el poder de la invisibilidad, y es invisible en casi la totalidad de su papel en toda la película, salvo en el momento de su muerte por electrocución, al lanzarse en paracaídas en cables eléctricos, en ese punto se vuelve visible.[41]

### Videojuegos
- The Vanisher aparece en Spider-Man: Web of Fire. Se lo puede ver junto con los nuevos ejecutores. Sin embargo, él no es un jefe.[42]